# Бонавиа, Сантьяго

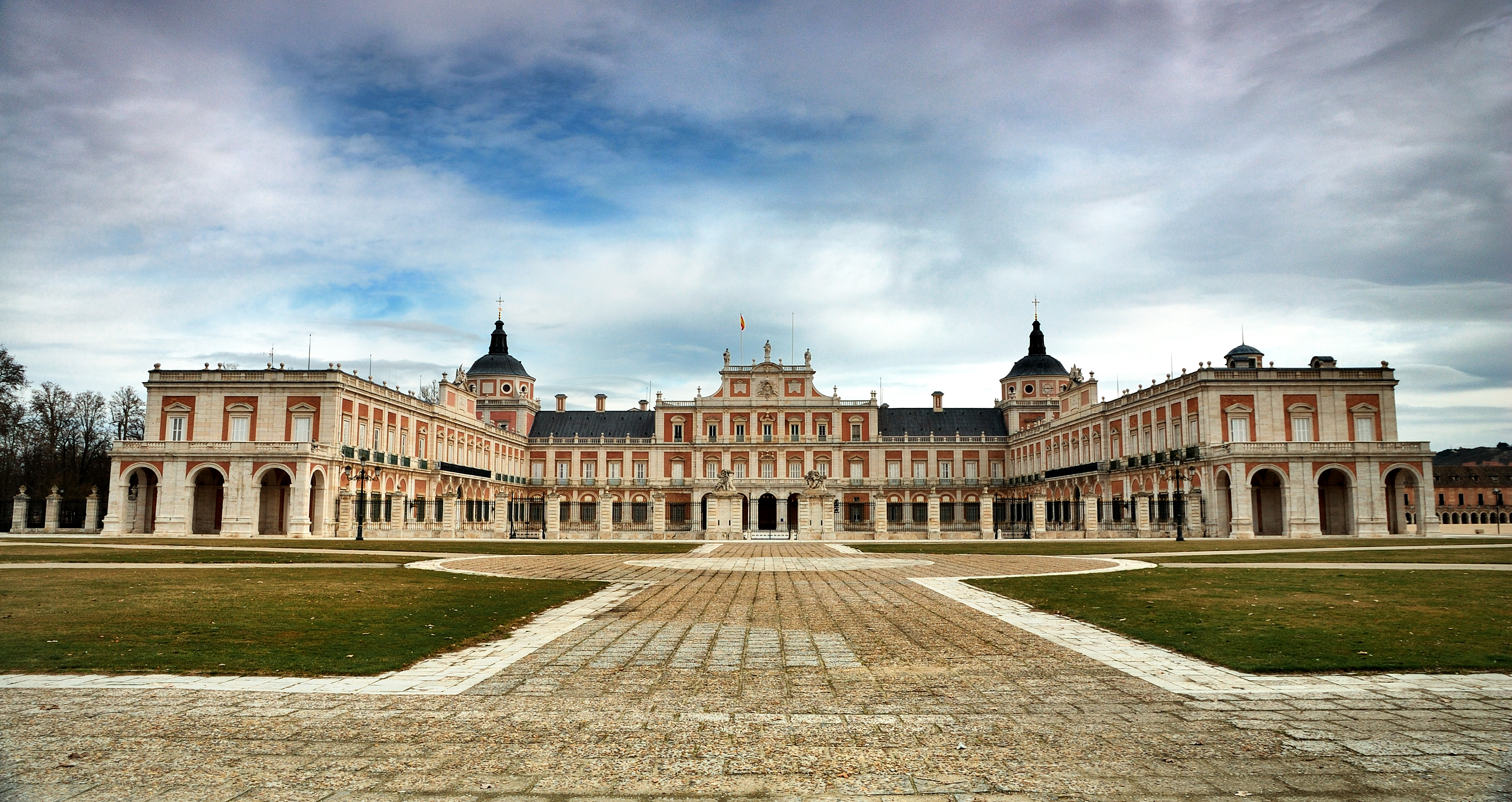
Королевский дворец в Аранхуэсе

Сантьяго (Джакомо) Бонавиа (итал. Giacomo Bonavia; 1695, Пьяченца — 1759, Аранхуэс) — итальянский архитектор и художник, активно работавший в Испании.
В 1731 году испанский король Филипп V и его сын инфант Луис Антонио Хайме, граф Чинчон пригласили Бонавиа в Испанию и поручили ему в 1739 году строительство в Мадриде церкви св. Юстуса и Пастора, ныне Папская базилика Святого Михаила.
Автор проекта постройки Королевского дворца в Аранхуэсе и королевского дворца Буэн-Ретиро близ Мадрида.
Бонавиа был членом Королевской академии искусств Сан-Фернандо с момента её создания по королевскому указу в 1744 году. В 1753 году стал руководителем департамента архитектуры испанской столицы.

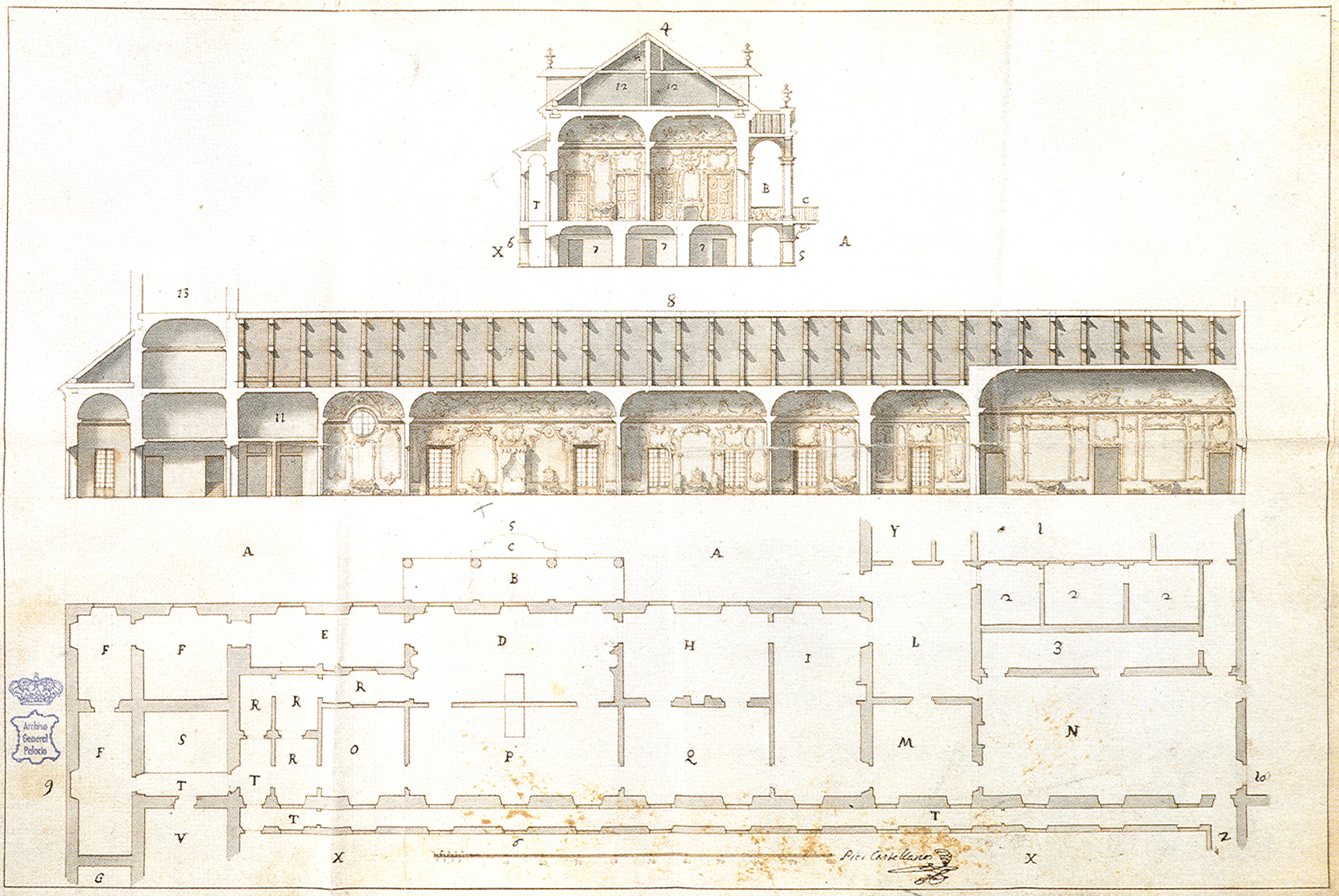
Проект королевского дворца Буэн-Ретиро близ Мадрида
Проект декорирования интерьера
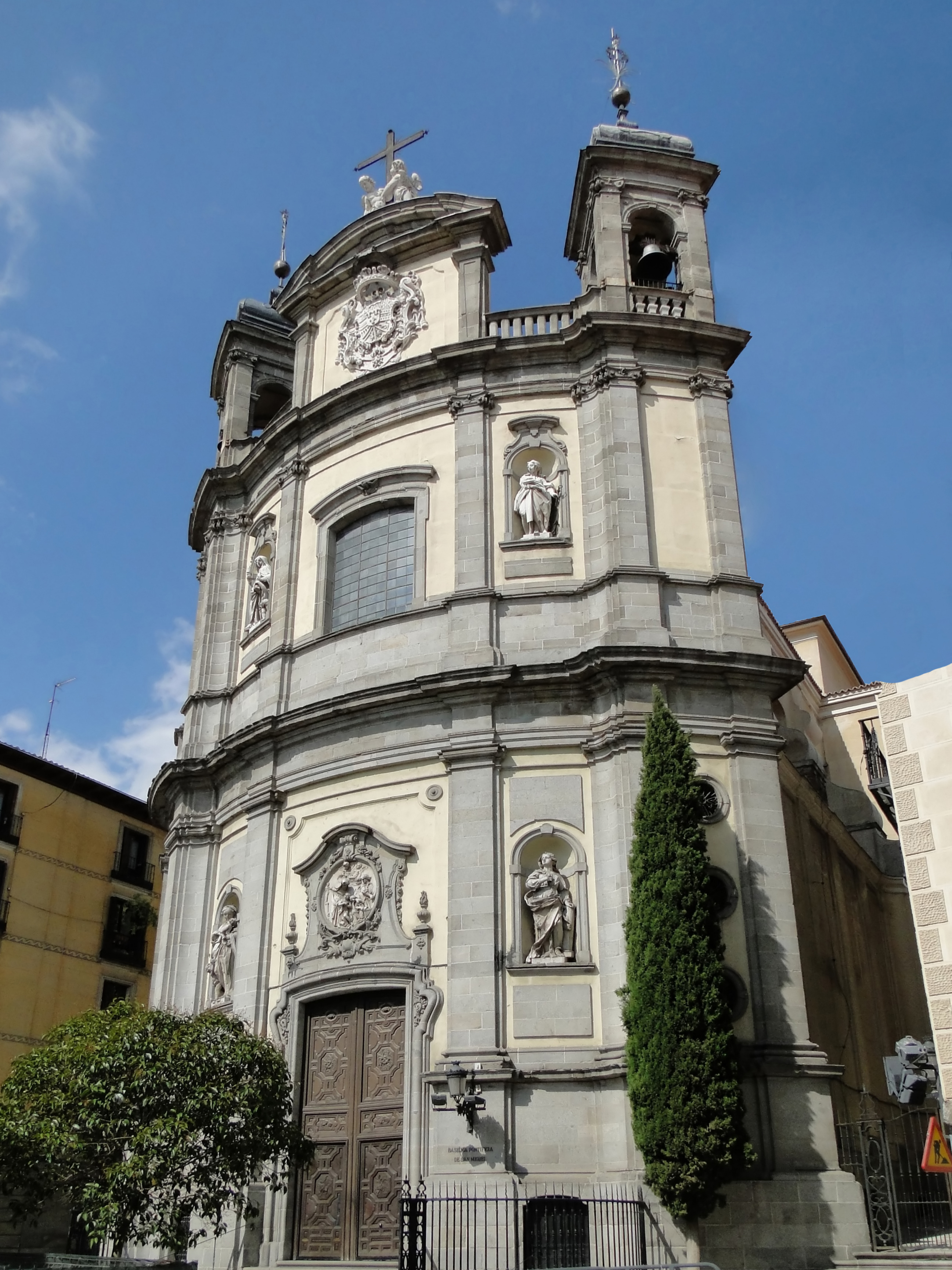
Папская базилика Святого Михаила (Мадрид)